# Ominous Grief
Ominous Grief е турска блек метъл група, основана през 1998 година в Анкара.

## Състав
- Guun Evren – бас китара, вокал
- Cuneyt Caglayan – китара
- Ilke Ulas Kuvanc – китара
- Caglar Yurut – барабани

Бивши членове
- Ozan Alparslan – клавири
- Kutsal Kaan Bilgin – китара, вокал

## Дискография
Demo
- 1998 – „Black Aeon Dominion“

EP
- 1999 – „Reborn into the Night“

Full-length
- 2007 – „Nothing in Remembrance“